# Anthomyiopsis cypseloides
Anthomyiopsis cypseloides là một loài ruồi trong họ Tachinidae.